# Esqui estilo livre nos Jogos Olímpicos de Inverno de 2014 - Aerials masculino
O aerials masculino do esqui estilo livre nos Jogos Olímpicos de Inverno de 2014 foi disputado no dia 17 de fevereiro no Parque Extreme Rosa Khutor, na Clareira Vermelha em Sóchi.

## Medalhistas
| Ouro   | BLR Anton Kushnir |
| Prata  | AUS David Morris  |
| Bronze | CHN Jia Zongyang  |

## Programação
Horário local (UTC+4).
| Data            | Horário | Evento         |
| --------------- | ------- | -------------- |
| 17 de fevereiro | 17:45   | Qualificação 1 |
| 17 de fevereiro | 18:30   | Qualificação 2 |
| 17 de fevereiro | 21:30   | Final          |

## Resultados

### Qualificação 1
| Pos. | Bib | Atleta                  | Pontos | Notas |
| ---- | --- | ----------------------- | ------ | ----- |
| 1    | 9   | CHN Jia Zongyang        | 118.59 | Q     |
| 2    | 6   | AUS David Morris        | 118.59 | Q     |
| 3    | 11  | SUI Renato Ulrich       | 115.84 | Q     |
| 4    | 2   | CHN Qi Guangpu          | 113.57 | Q     |
| 5    | 7   | CHN Wu Chao             | 110.62 | Q     |
| 6    | 12  | UKR Oleksandr Abramenko | 109.50 | Q     |
| 7    | 3   | BLR Anton Kushnir       | 107.52 |       |
| 8    | 13  | BLR Dmitri Dashinski    | 106.64 |       |
| 9    | 8   | RUS Pavel Krotov        | 106.33 |       |
| 10   | 19  | RUS Ilya Burov          | 105.88 |       |
| 11   | 14  | USA Mac Bohonnon        | 104.79 |       |
| 12   | 26  | UKR Mykola Puzderko     | 98.41  |       |
| 13   | 18  | SUI Thomas Lambert      | 96.83  |       |
| 14   | 22  | SUI Mischa Gasser       | 96.52  |       |
| 15   | 25  | RUS Timofei Slivets     | 87.33  |       |
| 16   | 27  | KAZ Sergei Berestovskiy | 82.84  |       |
| 17   | 23  | BLR Denis Osipau        | 81.86  |       |
| 18   | 1   | CHN Liu Zhongqing       | 80.09  |       |
| 19   | 5   | CAN Travis Gerrits      | 76.92  |       |
| 20   | 4   | BLR Aleksei Grishin     | 76.82  |       |
| 21   | 28  | KAZ Baglan Inkarbek     | 60.16  |       |

### Qualificação 2
| Pos. | Bib | Atleta                  | Pontos | Notas |
| ---- | --- | ----------------------- | ------ | ----- |
| 1    | 13  | BLR Dmitri Dashinski    | 117.19 | Q     |
| 2    | 3   | BLR Anton Kushnir       | 115.38 | Q     |
| 3    | 8   | RUS Pavel Krotov        | 115.05 | Q     |
| 4    | 5   | CAN Travis Gerrits      | 112.39 | Q     |
| 5    | 23  | BLR Denis Osipau        | 111.05 | Q     |
| 6    | 14  | USA Mac Bohonnon        | 110.18 | Q     |
| 7    | 25  | RUS Timofei Slivets     | 108.41 |       |
| 8    | 18  | SUI Thomas Lambert      | 89.38  |       |
| 9    | 4   | BLR Aleksei Grishin     | 88.94  |       |
| 10   | 19  | RUS Ilya Burov          | 86.73  |       |
| 11   | 27  | KAZ Sergei Berestovskiy | 85.30  |       |
| 12   | 22  | SUI Mischa Gasser       | 83.91  |       |
| 13   | 28  | KAZ Baglan Inkarbek     | 79.31  |       |
| 14   | 26  | UKR Mykola Puzderko     | 77.88  |       |
| 15   | 1   | CHN Liu Zhongqing       | 77.83  |       |

### Final
| Medalha de ouro   | 3  | BLR Anton Kushnir       | 119.03 | 2  | 115.84      | 3           | 134.50      | 1           |             |             |
| Medalha de prata  | 6  | AUS David Morris        | 101.87 | 8  | 115.05      | 4           | 110.41      | 2           |             |             |
| Medalha de bronze | 9  | CHN Jia Zongyang        | 110.41 | 4  | 117.70      | 1           | 95.06       | 3           |             |             |
| 4                 | 2  | CHN Qi Guangpu          | 121.24 | 1  | 116.74      | 2           | 90.00       | 4           |             |             |
| 5                 | 14 | USA Mac Bohonnon        | 105.21 | 7  | 113.72      | 5           | Não avançou | Não avançou | Não avançou | Não avançou |
| 6                 | 12 | UKR Oleksandr Abramenko | 119.03 | 3  | 113.12      | 6           | Não avançou | Não avançou | Não avançou | Não avançou |
| 7                 | 5  | CAN Travis Gerrits      | 107.29 | 6  | 111.95      | 7           | Não avançou | Não avançou | Não avançou | Não avançou |
| 8                 | 13 | BLR Dmitri Dashinski    | 108.41 | 5  | 100.45      | 8           | Não avançou | Não avançou | Não avançou | Não avançou |
| 9                 | 23 | BLR Denis Osipau        | 99.36  | 9  | Não avançou | Não avançou | Não avançou | Não avançou |             |             |
| 10                | 8  | RUS Pavel Krotov        | 96.46  | 10 | Não avançou | Não avançou | Não avançou | Não avançou |             |             |
| 11                | 7  | CHN Wu Chao             | 82.30  | 11 | Não avançou | Não avançou | Não avançou | Não avançou |             |             |
| 12                | 11 | SUI Renato Ulrich       | 80.53  | 12 | Não avançou | Não avançou | Não avançou | Não avançou |             |             |

Legenda
| Recorde mundial      | Recorde mundial (World record)               |                       | Recorde africano                      | Recorde africano (African) |                                           | Q | Classificado por posição (Qualified) |
| Recorde olímpico     | Recorde olímpico (Olympic record)            | Recorde da América    | Recorde da América (Americas)         | q                          | Classificado por melhor tempo (Qualified) |   |                                      |
| Melhor marca do ano  | Melhor marca do ano (World leading)          | Recorde asiático      | Recorde asiático (Asian)              | DNS                        | Não largou (Did not start)                |   |                                      |
| Recorde nacional     | Recorde nacional (National record)           | Recorde europeu       | Recorde europeu (European)            | DNF                        | Não terminou (Did not finish)             |   |                                      |
| Recorde pessoal      | Recorde pessoal do atleta (Personal best)    | Recorde da Oceania    | Recorde da Oceania (Oceania)          | DSQ / DQ                   | Desclassificado (Disqualified)            |   |                                      |
| Recorde da temporada | Recorde da temporada do atleta (Season best) | Recorde sul-americano | Recorde sul-americano (South America) | NM                         | Sem marca (No mark)                       |   |                                      |